# Succès assuré
Succès assuré (Succes Verzekerd) est le seizième tome de la série de bande dessinée néerlandaise Franka créé par l'auteur Henk Kuijpers pour l'éditer en album cartonné par l'éditeur Franka BV en 1999.
En France, il est publié en album cartonné par BD Must en janvier 2010, en tirage limité à 750 exemplaires accompagné d'un ex-libris numéroté et signé par l'auteur.

## Descriptions

### Résumé
En fin novembre, à Amsterdam, vers quatre heures du matin, la galerie d'art Gladbeck et Sier a été dévalisée après une énorme explosion : La Luxure, une œuvre d'art créée par un certain jeune artiste Tomme Dom, a disparu.
Trois heures et demie plus tard, Franka se réveille. Le téléphone sonne quelques minutes plus tard. C'est la secrétaire d'Erika Bentinckx, chef de la sécurité des grands musées, qui lui prévient que son rendez-vous est annulé à cause de l'attentat.
Franka, en fin de l'après-midi, après avoir cherché un sandwich, gagne son agence à Leidensplein où l'attend une certaine Esmée de Galante, une historienne d'art venue sur le conseil d'Erika Bentinckx. Cette dernière lui explique que son commanditaire souhaite discuter avec Franka qui acceptera très vite.
Arrivé au villa De Bercken, Franka rencontre finalement le commanditaire Balthazar Berkenboom Block, un vieux riche collectionneur d'art assez connu pour sa deuxième fortune aux Pays-Bas. Il lui demande de récupérer sa collection complète avec son compagnon Rix, un expert de vol d'art. Il s'agit évidemment La Luxure, un projecteur révolutionnaire en trois dimensions. L'héroïne accepte l'enquête et rentre chez elle avec le chauffeur personnel du collectionneur dans un Jaguar noire. Soudain une crevaison a eu lieu en pleine autoroute qui, malgré sa presque réussite, provoque l'inconscience de Franka et la mort du chauffeur. Quelques heures après avoir signé le formulaire, elle retourne à De Bercken en catimini. Au même moment, sous les oreilles de Franka planquée dans le garage, Esmée de Galante fait apprendre au garagiste personnel que le chauffeur est à l’hôpital et que la fille a survécu à son incident. C'est tout de même l'historienne, l'auteur du crime après avoir écouté aux portes la conversation entre son commanditaire et Franka et ordonné au garagiste d'improviser l'accident. La maladresse de Franka faisant tomber les outils, elle est repérée, mais, après une bagarre spectaculaire, elle réussit à fuir en voiture empruntée dans le garage.

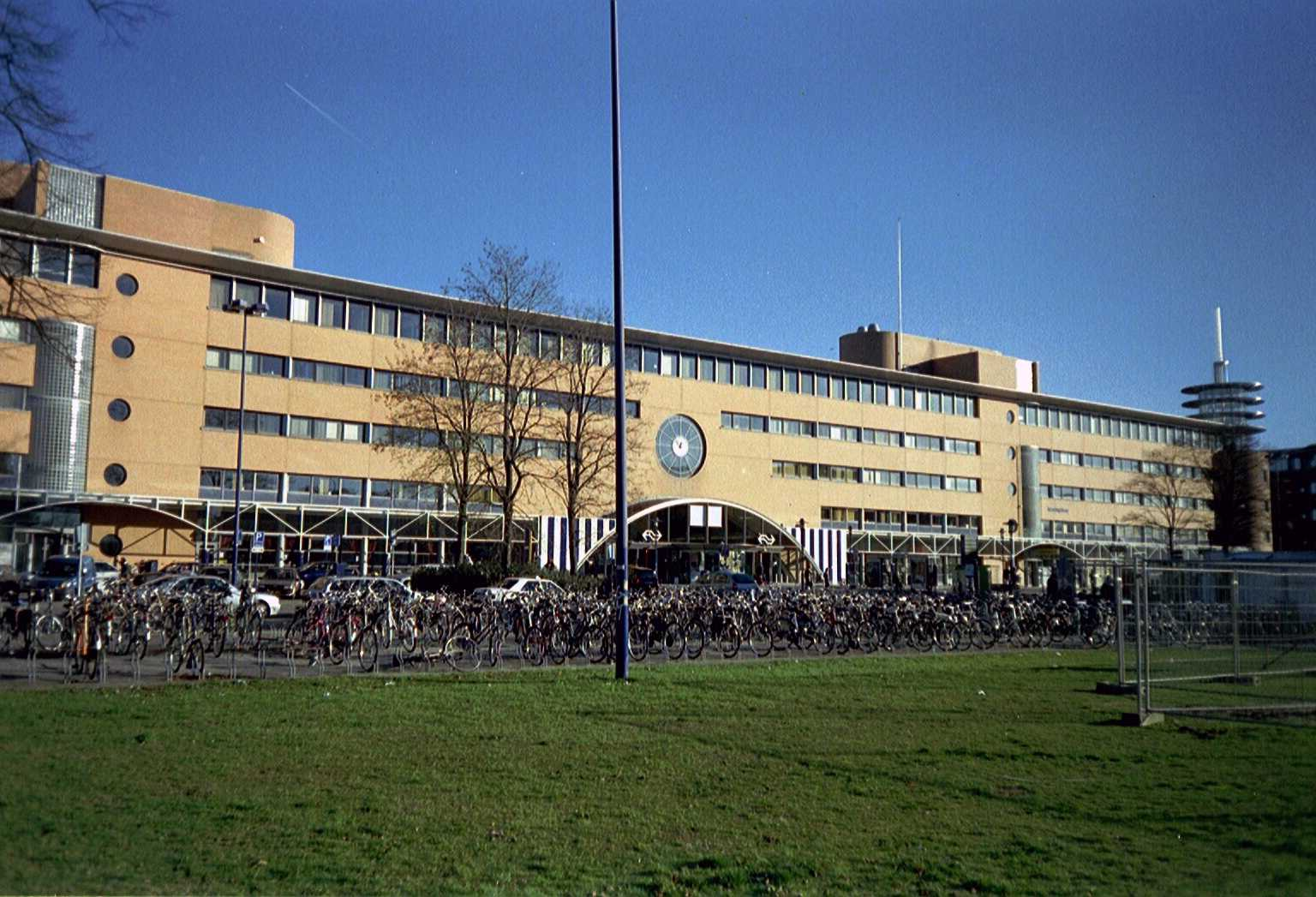
La gare de Hilversum où Franka téléphone Rix avant de rejoindre le péniche de Furora.

Arrivée à la gare Hilversum, Franka téléphone à son compagnon Rix pour lui dire de la retrouver à Amsterdam le lendemain le plus tôt possible et, le train arrivé, part rejoindre sa meilleure amie Furora dans son péniche. Durant la discussion, elle décrit une femme qu'elle avait remarquée dans la projection lancée par Balthazar Block et Furora la reconnait : c'est Shirley du café nommé De Appel. Le soir même, Franka y gagne « au coin de l'appelsteeg fréquenté par des artistes et des putes » et, sans aucun problème, découvre Shirley en lui prononçant le nom Tomme Dom. Shirley, méfiante, lui fait entrer dans sa pièce privée où elle lui raconte Tomme Dom.
De son vrai prénom, Thomas Dom est un étudiant en physique qui avait une idée pour un projet en trois dimensions, mais n'avait aucun moyen pour le réaliser. Grâce au conseil de Shirley, il a présenté son projet comme une œuvre d'art, une sculpture des sept péchés capitaux, qu'en général, les collectionneurs adorent. La Galerie Gladbeck s'y était mis et avait ramené Esmée de Galante avant que son commanditaire eusse reçu pour son argent.
Pendant le récit de Shirley, dans la rue, Esmée de Galante aperçoit Franka appuyée contre la fenêtre et se dit qu'elle doit trouver Tomme Dom.
Franka téléphone à Tomme Dom qui ne répond pas. Sans doute il n'est pas chez lui, Shirley lui fait savoir que sa copine Andie travaillant comme barmaid dans sa propriété. Ils vivent ensemble. Cette dernière lui amène en voiture chez elle et, une fois arrivée à son domicile, tous deux découvrent que la serrure est forcée comme si l'appartement a été cambriolé. Il n'y a personne et rien n'est volé, sauf que son chien Bars renifle une odeur dont Franka se rappelle lors de la bagarre avec Esmée de Galante. Le parfum Opium l'a trahi et prouve qu'elle est passée pour connaître la location d'atelier de Tomme Dom, maintenant en danger. Celui-ci ne répondant toujours pas au téléphone, elles courent vers l'atelier.
Arrivées, Franka marche sur une machine sans le savoir et semble être prise au piège dans une forme de bulle aveuglante. Au même instant où elle entend crier Andie qui vient de découvrir le corps de son copain inerte, Esmée de Galante lui tire de son pistolet silencieux. Franka n'est pas morte, c'est une copie d'elle enregistrée grâce à un projecteur. Énervée, Esmeé de Galante tente de la tirer une nouvelle fois sans succès et comprend que ce n'est qu'un mirage. Franka a beaucoup du mal à fuir : son ennemie tire tout le temps. Aveuglée par des images tridimensionnelles, elle finit par réussir à toucher Franka, visage ensanglanté, et tire à nouveau, mais son chargeur est vite. Une voiture s'approche. Esmée de Galante prend fuite. C'est Shirley et Rix qui arrivent. La première rejoint Andie noyée dans les larmes et le second secoure sa petite amie qui s'était juste assommée : la tueuse a touché le projecteur au lieu d'elle. Shirley, complètement secouée, n'en revient pas à la mort de Tomme Dom. Franka, en colère contre Esmée de Galante, le lui fera payer…

### Personnages
- Franka
- Esmée de Galante, historienne de l'art, tueuse du génie Tomme Dom, a failli exterminer Franka.
- Rix, alias Risque One, voleur professionnel, soutient sa petite amie Franka.
- Balthazar Berkenboom Block, collectionneur richissime connu aux Pays-Bas, demande à Franka de lui ramener ses œuvres d'art volés.
- Erika Bentinckx, chef de la sécurité des grands musées.
- Thomas Tomme Dom, jeune étudiant en physique et créateur des sculptures tridimensionnelles,
- André, chauffeur particulier d'Esmée de Galante, se meurt dans un accident déguisé alors qu'il ramène Franka chez elle. Celle-ci s'en sort vivante.
- Shirley, propriétaire du café De Appel, une amie d'Andie et Thomas Dom.
- Andie, petite amie de Thomas Dom et barmaid du café De Appel.
- Inge Engel, inspectrice du bureau de Lijnbaansgracht.
- Zwart, garagiste personnel de Balthazar Berkenboom Block, à qui Esmée la Galante ordonne d'improviser un accident qui a failli tuer Franka.
- Furora, meilleure amie de l'héroïne.

### Lieux
- Amsterdam, Pays-Bas
- Hilversum, Pays-Bas
- Londres, Angleterre

## Album
Aux Pays-Bas
- 16 Succes Verzekerd, Franka BV, 1999
Scénario et dessin : Henk Kuijpers - Couleurs : Hanneke Bons - (ISBN 90-76706-01-8)

En France
- 9 Succès assuré, BD Must, 2010
Scénario et dessin : Henk Kuijpers - (ISBN 978-2-87535-002-2)